# Rhinotus bivittatus
Rhinotus bivittatus är en mångfotingart som beskrevs av Pocock. Rhinotus bivittatus ingår i släktet Rhinotus och familjen Siphonotidae. Inga underarter finns listade i Catalogue of Life.